# Torbiele dróg żółciowych
Torbiele dróg żółciowych (łac. cystis biliaris, cystis ductus choledochi, ang. biliary cyst, choledochal cyst) – grupa wad rozwojowych charakteryzujących się torbielowatym poszerzeniem wewnątrzwątrobowych i (lub) zewnątrzwątrobowych  dróg żółciowych. Z patomorfologicznego punktu widzenia są to raczej poszerzenia, a nie torbiele (czyli, według definicji, zamknięte, wysłane nabłonkiem jamy). 

## Klasyfikacja
Przyjęto podział tych zmian zaproponowany przez Todaniego i wsp. 

Klasyfikacja torbieli dróg żółciowych według Todaniego i wsp.

| Typ | Opis |
| --- | --- |
| I   | Pojedyncze, odcinkowe lub rozlane poszerzenie przewodu żółciowego wspólnego (najczęstszy typ)                               |
| II  | Zmiany uchyłkowate, dotyczy różnych odcinków dróg zewnątrzwątrobowych, zwłaszcza przewodu żółciowego wspólnego              |
| III | Torbiel bańki wątrobowo-trzustkowej; przewód żółciowy kończy się w małej torbieli śródściennej dwunastnicy                  |
| IV  | Liczne segmentalne poszerzenia wewnątrz-lub zewnątrzwątrobowych dróg żółciowych                                             |
| IVa | |
| IVb | Dotyczy tylko dróg żółciowych zewnątrzwątrobowych (rzadki typ)                                                              |
| V   | Pojedyncze lub mnogie poszerzenia przewodów żółciowych wewnątrzwątrobowych, najrzadszy typ, odpowiadający chorobie Carolego |

## Epidemiologia
Torbiele dróg żółciowych są rzadkie; częstsze u Azjatów, od 3 do 8 razy częstsze u kobiet niż u mężczyzn. 

## Etiologia
W chorobie Carolego udowodniono genetyczne podłoże torbieli, w większości przypadków jest ono jedynie podejrzewane. Prawdopodobnie torbiele powstają wskutek zaburzenia w embriogenezie na etapie połączenia dystalnych odcinków dróg żółciowych i trzustkowych. Opisano nabyte torbiele dróg żółciowych jako powikłanie ostrego zapalenia trzustki.

## Objawy i przebieg
Najczęstszymi objawami są ból brzucha, żółtaczka cholestatyczna, nudności i wymioty. Duże torbiele zewnątrzwątrobowych dróg żółciowych mogą być dostępne badaniu palpacyjnemu przez powłoki brzuszne. Torbiele dróg żółciowych mogą wikłać złogi żółciowe, powstające w ich świetle; w typie I i V dochodzi do rozwoju nadciśnienia wrotnego i marskości wątroby. W przebiegu ciąży lub porodu może dojść do zaostrzenia przebiegu choroby, z rozerwaniem torbieli włącznie.

## Powikłania
- nawracające zapalenia dróg żółciowych
- kamica żółciowa
- zwężenia dróg żółciowych
- ostre zapalenie trzustki
- nadciśnienie wrotne i marskość żółciowa
- zakrzepica żyły wrotnej
- ropnie wątroby
- rak dróg żółciowych.

## Leczenie
Leczenie torbieli dróg żółciowych jest operacyjne i polega na zdrenowaniu lub resekcji torbieli. Jeśli torbielowato poszerzone drogi żółciowe dotyczą jednego segmentu wątroby, przeprowadza się lobektomię. W typie III możliwa jest endoskopowa papilotomia. Przy usunięciu torbieli jednocześnie przeprowadza się cholecystektomię, ze względu na zminimalizowanie ryzyka refluksu i zapalenia dróg żółciowych i pęcherzyka żółciowego przy stałym wypływie żółci. Zmniejszone jest wtedy ryzyko raka pęcherzyka żółciowego.

## Klasyfikacja ICD10
| kod ICD10     | nazwa choroby                                                                 |
| ------------- | ----------------------------------------------------------------------------- |
| ICD-10: Q44   | Wrodzone wady rozwojowe pęcherzyka żółciowego, przewodów żółciowych i wątroby |
| ICD-10: Q44.4 | Torbiel przewodu żółciowego wspólnego                                         |
| ICD-10: Q44.5 | Inne wrodzone wady rozwojowe przewodów żółciowych                             |